# Марсељски тарот
Марсељски тарот је стандардни образац тарот шпила од 78 карата у италијанском стилу за играње тарота који је био веома популаран у Француској у 17. и 18. веку, а производи се и данас. Вероватно је настао у Милану пре него што се проширио на већи део Француске, Швајцарске и северне Италије. Назив се понекад пише Тарот из Марсеља, али име које препоручује Међународно друштво за играње карата је Tarot de Marseille, иако прихвата енглеска имена као алтернативу. То је био шпил који је довео до окултне употребе тарот карата, иако се данас наменске карте производе за ту сврху.

## Структура
Као и други тарот шпилови, Марсељски тарот садржи педесет шест карата у четири стандардне боје и двадесет две тарот карте. На француском језику, четири боје су идентификоване њиховим француским називима Bâtons (Штапови), Épées (Мачеви), Coupes (Пехари) и Deniers (Новчићи). Броје се од аса до 10. Такође је постојала архаична пракса рангирања карата од 10 до аса за боју пехара и новчића у складу са свим другим играма тарота ван Француске и Сицилије.
| Одело          |         |       |         |         |
| енглески језик | Мачеви  | Чаше  | Новчићи | Клубови |
| Италијан       | Спаде   | Цоппе | Денари  | Бастони |
| Шпански        | Еспадас | Цопас | Орос    | Бастос  |

|         | 1 | 2 | 3 | 4 | 5 | 6 | 7 | 8 | 9 | 10 | Жандар | Витез | Краљица | Краљ |
| ------- | - | - | - | - | - | - | - | - | - | -- | ------ | ----- | ------- | ---- |
| Новчићи |   |   |   |   |   |   |   |   |   |    |        |       |         |      |
| Чаше    |   |   |   |   |   |   |   |   |   |    |        |       |         |      |
| Мачеви  |   |   |   |   |   |   |   |   |   |    |        |       |         |      |
| Клубови |   |   |   |   |   |   |   |   |   |    |        |       |         |      |